# Ellen Petersen
Ellen Petersen, oft auch Ellen Hamborg-Petersen, (* 14. Juli 1974 in Sønderborg) ist eine ehemalige dänische Squashspielerin. 

## Karriere
Ellen Petersen spielte von 1994 bis 2005 auf der WSA World Tour und gewann in diesem Zeitraum auf dieser fünf Titel bei insgesamt zehn Finalteilnahmen. Ihre höchste Platzierung in der Weltrangliste erreichte sie mit Rang 19 im Oktober 2001. Sie wurde zwischen 1994 und 2005 zehnmal dänische Landesmeisterin. Mit der dänischen Nationalmannschaft nahm sie 1998, 2000, 2002 und 2004 an der Weltmeisterschaft teil, ebenso mehrfach an Europameisterschaften. 2001 gelang ihr mit der Mannschaft bei den Europameisterschaften der Finaleinzug. Nach einer 0:3-Niederlage gegen England wurde sie daraufhin Vizeeuropameisterin. Zudem vertrat Petersen Dänemark 1997 und 2005 bei den World Games. Im Einzel stand sie von 2000 bis 2002 dreimal in Folge im Hauptfeld der Weltmeisterschaft. 2002 erreichte sie dabei die zweite Runde. Bei den Europameisterschaften 2005, ihrer einzigen Teilnahme bei dem Turnier, schied sie im Viertelfinale aus.
Petersen studierte Medizin und arbeitet seit 2004 als Ärztin im Bereich Orthopädie.

## Erfolge
- Vizeeuropameisterin mit der Mannschaft: 2001
- Gewonnene WSA-Titel: 5
- Dänische Meisterin: 10 Titel (1994, 1995, 1998–2005)